# The Forest of Doom
The Forest of Doom (Brasil: A Floresta da Destruição / Portugal: A Floresta da Morte) é o terceiro livro-jogo da coleção Fighting Fantasy (que no Brasil e em Portugal recebeu o nome de Aventuras Fantásticas), escrito por Ian Livingstone e ilustrado por Malcolm Barter, publicado originalmente em 1983 pela  Puffin Books, em 2002, foi republicado pela Wizard Books. Foi o terceiro livro-jogo da série a ser publicado no Brasil pela editora Marques Saraiva,  em Portugal pela Editorial Verbo, em 2011 foi republicado a editora brasileira Jambô.
A Floresta da Destruição é parte da assim chamada "trilogia de Stonebridge", três livros-jogos que podem ser vistos como sequenciais, embora não obrigatoriamente. Os outros dois são O Templo do Terror e As Cavernas da Feiticeira da Neve.

## Em outras mídias
Um jogo para ZX Spectrum baseado no livro foi lançado pela Puffin Books em 1984. 

Jamie Wallis adaptou o livro-jogo como aventura de RPG usando o sistema d20, sendo portanto, compatível com a terceira edição de Dungeons & Dragons. A aventura foi publicada pela Myriador em 2003, e reeditada em 2008 pela Greywood Publishing em formato pdf.